# David Leitch
David Leitch (Stratford, Texas; 31 de desembre de 1969); és un director de cinema, coordinador d'escenes de risc, director de segona unitat, especialista de cinema, productor i actor estatunidenc.

## Filmografia

### Pel·lícules
| 2005 | Confessions of an Action Star | No                              | No | Sí |                                       |
| 2014 | John Wick                     | No apareix als títols de crèdit | Sí | No | Debut; Co-dirigida amb Chad Stahelski |
| 2017 | Deadpool: No Good Deed        | Sí                              | No | No | Curtmetratge                          |
| 2017 | Atomic Blonde                 | Sí                              | No | No |                                       |
| 2018 | Deadpool 2                    | Sí                              | No | No |                                       |
| 2019 | Hobbs & Shaw                  | Sí                              | No | No |                                       |
| 2022 | Bullet Train                  | Sí                              | Sí | Sí |                                       |
| 2026 | How to Rob a Bank             | Sí                              | Sí | No | Pre-producció                         |

Productor executiu
- Fetch (2007) (curtmetratge)
- John Wick: Chapter 2 (2017)
- John Wick: Chapter 3 - Parabellum (2019)